# Caraimatta
Caraimatta is een geslacht van spinnen uit de  familie van de Tetrablemmidae.

## Soorten
- Caraimatta blandini Lehtinen, 1981
- Caraimatta cambridgei (Bryant, 1940)
- Caraimatta sbordonii (Brignoli, 1972)